# Gagelbruch Borkenberge
Gagelbruch Borkenberge este o arie protejată (arie specială de conservare — SAC, sit de importanță comunitară — SCI) din Germania întinsă pe o suprafață de 88,3 ha, integral pe uscat.

## Localizare
Centrul sitului Gagelbruch Borkenberge este situat la coordonatele 51°46′36″N 7°16′18″E / 51.7767°N 7.2717°E.

## Înființare
Situl Gagelbruch Borkenberge a fost declarat sit de importanță comunitară în mai 2000 pentru a proteja 2 specii de animale. Situl a fost protejat și ca arie specială de conservare în iulie 2005.

## Biodiversitate
Situată în ecoregiunea atlantică, aria protejată conține 6 habitate naturale: Lacuri și iazuri distrofice naturale, Pajiști umede nord-atlantice cu Erica tetralix, Mlaștini turboase de tranziție și turbării mișcătoare, Depresiuni pe substraturi de turbă de Rhynchosporion, Păduri acidofile de stejar bătrân cu Quercus robur pe câmpii nisipoase, Mlaștini împădurite.
La baza desemnării sitului se află mai multe specii protejate:
- mamifere (1): vidră de râu (Lutra lutra)
- nevertebrate (1): libelule (Leucorrhinia pectoralis)

Pe lângă speciile protejate, pe teritoriul sitului au mai fost identificate 4 specii de plante.